# Fujiwara no Kiyotada

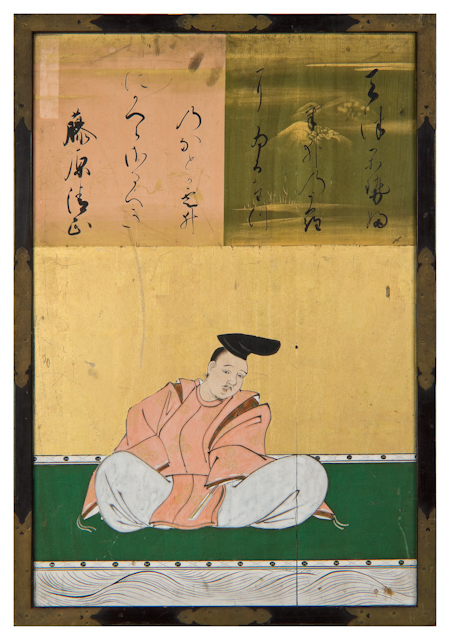
Fujiwara no Kiyotada

Fujiwara no Kiyotada (藤原清正?) (? - 958) fue un poeta waka y noble japonés designado miembro de los treinta y seis poetas inmortales. Kiyotada es el segundo hijo de Fujiwara no Kanesuke, también uno de los treinta seis. Aunque no se sabe quién es su madre, el Gosen Wakashū, una antología de poemas japoneses, menciona su nombre. Su hermano menor es Masatada.